# 2 (album de Florent Pagny)
Pour les articles homonymes, voir 2 (homonymie).
Albums de Florent Pagny
Châtelet les Halles
(2000) Ailleurs land
(2003)
Singles
1. L'air du temps (en duo avec Cécilia Cara)
Sortie : 1er février 2002

2 est le 8e album studio de Florent Pagny sorti le 15 décembre 2001, chez Mercury France.  Il est presque exclusivement composé de duos.
Comme RéCréation, deux ans plus tôt, cet album constitue une sorte de parenthèse dans la carrière de Florent Pagny. Il ne contient en effet qu'une seule chanson inédite.
Cet album est indissociable de l'émission de télévision Double je, diffusée sur TF1 le 14 décembre 2001, veille de la publication de l'album, et présentée par Flavie Flament avec la complicité de Kad et Olivier.
L'album, comme le montrent le titre et l'émission, est composée de 14 duos avec de grands noms de la chanson française.  Plusieurs de ses collaborateurs sont bien sûr présents : Pascal Obispo, Calogero et David Hallyday. D'autres personnalités du moment y participent aussi : Lara Fabian, Axel Bauer, Isabelle Boulay,… Parmi les chanteurs les mieux implantés dans la chanson, citons Patrick Bruel, Marc Lavoine ou Eddy Mitchell.  C'est également la première apparition de Daran sur un des albums de Florent Pagny.  Ajoutons la dernière chanson, Con te partirò, interprétée avec… lui-même.
Côté chansons, l'album est équilibré principalement entre ses propres succès (6 chansons) et des succès des autres (8 chansons de Queen, Gilbert Bécaud, Charles Aznavour, Michel Polnareff, Eddy Mitchell, Jean-Jacques Goldman et Sirima, Daran, Andrea Bocelli).  À cela s'ajoute une inédite : On n'oublie pas d'où l'on vient.  13 titres sont interprétés en français, un en anglais et un en italien. 
Un seul single sera extrait de l'album : L'Air du temps avec Cécilia Cara.  L'élimination rapide de la France à la Coupe du monde de football de 2002 provoqua l'annulation de la sortie du deuxième single prévu : We are the champions dont le clip a pourtant déjà été tourné.
En France, l'album sera certifié disque d'or (200 000 exemplaires vendus). Il restera 36 semaines dans le classement du SNEP et atteindra la 3e place.

## Liste des titres
| No  | Titre                           | Auteur                                             | Duo avec        | Durée |
| --- | ------------------------------- | -------------------------------------------------- | --------------- | ----- |
| 1.  | We Are the champions            | Freddie Mercury                                    | David Hallyday  |       |
| 2.  | Et maintenant                   | Pierre Delanoë/Gilbert Bécaud                      | Lara Fabian     |       |
| 3.  | L'Air du temps                  | Lionel Florence/Calogero Bros                      | Cécilia Cara    |       |
| 4.  | On n'oublie pas d'où l'on vient | Marie-Jo Zarb-Lionel Florence/Pascal Obispo        | Pascal Obispo   |       |
| 5.  | Les Emmerdes                    | Charles Aznavour                                   | Patrick Bruel   |       |
| 6.  | Chanter                         | Lionel Florence/Pascal Obispo                      | Isabelle Boulay |       |
| 7.  | Terre                           | Jean-Marie Marrier-Benjamin Rafaëli-Patrick Dupont | Axel Bauer      |       |
| 8.  | La Poupée qui fait non          | G. Franck/Michel Polnareff                         | Kad Merad       |       |
| 9.  | Châtelet les Halles             | Lionel Florence/Calogero Bros                      | Calogero        |       |
| 10. | Pas de boogie woogie            | L. Martine-Claude Moine/L. Martine                 | Eddy Mitchell   |       |
| 11. | Et un jour une femme            | Lionel Florence/Pascal Obispo                      | Marc Lavoine    |       |
| 12. | Là-bas                          | Jean-Jacques Goldman                               | Natasha St-Pier |       |
| 13. | L'Eau                           | Alana Filippi/Daran                                | Daran           |       |
| 14. | Savoir aimer                    | Lionel Florence/Pascal Obispo                      | Souad Massi     |       |
| 15. | Con te partirò                  | Lucio Quarantotto/Francesco Sartori                |                 |       |